# Борго Велино
Бо̀рго Велѝно (на италиански: Borgo Velino, на местен диалект Borghittu, Боргиту) е село и община в Централна Италия, провинция Риети, регион Лацио. Разположено е на 460 m надморска височина. Населението на общината е 996 души (към 2012 г.).